# Iván Ferreiro

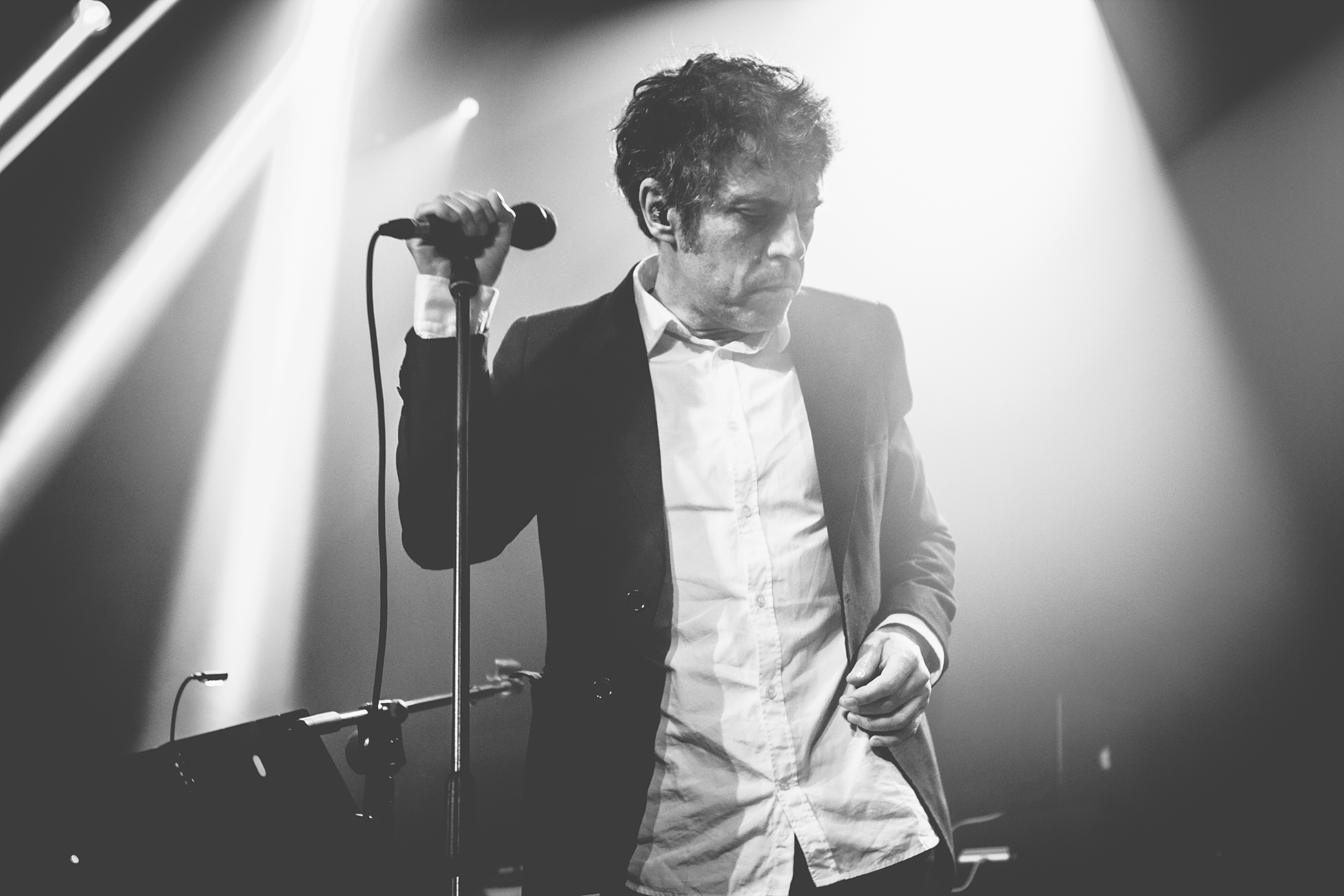
Iván Ferreiro (2017)

Iván Ferreiro Rodríguez (* 1970 in Vigo) ist ein galicischer Sänger und Songwriter.

## Leben und Wirken
Ferreiro war bis 2003 Bandleader der spanischen Gruppe Los Piratas. Nach der Trennung der Band spielte er mit seinem Bruder Amaro in Kneipen seiner Heimatstadt Vigo, wo er 2005 mit Erfolg auch sein erstes Solo-Album Canciones para el tiempo y la distancia veröffentlichte. Bekannt wurde dem deutschen Publikum der Titel Ciudadano A (der dem spanischen Ex-Regierungschef José María Aznar „gewidmet“ ist) aus dem Film Trade – Willkommen in Amerika.

## Diskografie

### Alben
| Jahr | Titel                                                            | Höchstplatzierung, Gesamtwochen, AuszeichnungChartsChartplatzierungen (Jahr, Titel, Platzierungen, Wochen, Auszeichnungen, Anmerkungen) | Anmerkungen                              |
| Jahr | Titel                                                            | ES | Anmerkungen                              |
| ---- | ---------------------------------------------------------------- | --- | ---------------------------------------- |
| 2010 | Picnic extraterrestre                                            | ES3 (16 Wo.)ES | Erstveröffentlichung: 17. Mai 2010       |
| 2011 | Confesiones de un artista de mierda                              | ES2 (16 Wo.)ES | Erstveröffentlichung: 17. Oktober 2011   |
| 2013 | Val Miñor – Madrid: Historía y cronología del mundo              | ES2 (14 Wo.)ES | Erstveröffentlichung: 24. September 2013 |
| 2016 | Casa                                                             | ES1 (26 Wo.)ES | Erstveröffentlichung: 28. Oktober 2016   |
| 2018 | Cena Recalentada (tributo a Golpes Bajos)                        | ES2 (16 Wo.)ES | Erstveröffentlichung: 21. September 2018 |
| 2019 | 2005-2020: 15 años entre canciones para el tiempo y la distancia | ES15 (12 Wo.)ES | Erstveröffentlichung: 13. Dezember 2019  |
| 2023 | Trinchera Pop                                                    | ES3 (7 Wo.)ES | Erstveröffentlichung: 10. März 2023      |
| 2024 | Puede que Madrid sea una trinchera pop es                        | ES22 (… Wo.)ES | Erstveröffentlichung: 6. Dezember 2024   |

Weitere Alben
- 2005: Canciones para el tiempo y la distancia
- 2006: Las siete y media (EP)

### Singles
- 2005: Turnedo (ES: ×2Doppelplatin )[2]
- 2006: Vidas cruzadas (feat. Quique Gonzalez, ES: Gold)
- 2011: El equilibrio es imposible (feat. Santi Balmes, ES: Gold)
- 2016: El pensamiento circular (ES: Gold)
- 2017: Estoy contigo (La Oreja de Van Gogh feat. Ana Torroja, Melendi, Iván Ferreiro, Maldita Nerea, Vanesa Martín, India Martínez, Rozalén, Andrés Suárez, Funambulista & David Otero, ES: Gold)
- 2019: La Fuerza del Destino (mit Love of Lesbian, ES: Gold)